# 신가도서관
신가도서관은 광주광역시 광산구 신가동 소재의 도서관이다.

## 연혁
- 1999년 6월 9일 도서관 건립계획 수립
- 2000년 3월 29일 공사 착공
- 2000년 12월 20일 도서관 운영조례 공포
- 2000년 12월 30일 준공
- 2001년 2월 1일 도서보내기운동 전개
- 2001년 5월 14일 도서관 개관

## 시설현황
- 3층 : 성인열람실, 휴게실, 무선인터넷 ZONE
- 2층 : 종합자료실, 문화교실, 인터넷정보광장, 사무실
- 1층 : 어린이자료실, 중고생열람실
- 지하1층 : 기계실, 전기실, 식당(매점), 경비실, 주차장